# Big Muley

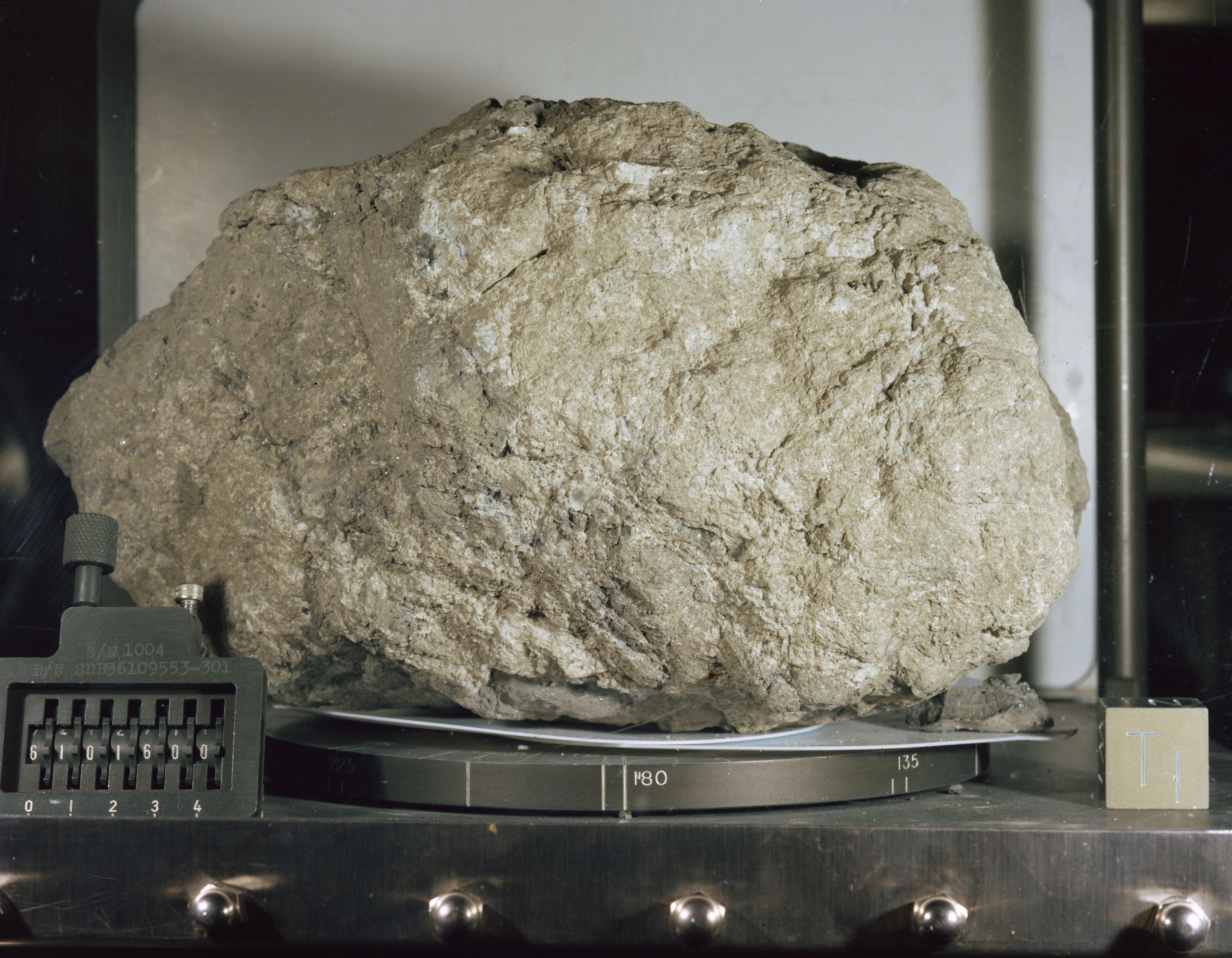
Foto de la NASA de la muestra 61016, conocida como "Big Muley".

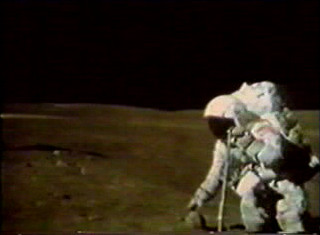
Imagen fija de televisión mostrando al astronauta Charlie Duke recogiendo Big Muley en el brocal del cráter Plum

La Muestra Lunar 61016, más conocida como "Big Muley", es un ejemplar de roca descubierto y recogido durante la misión Apolo 16 en 1972. Fue encontrada en las Tierras Altas de Descartes, en el brocal del cráter Plum, adyacente al cráter Flag. Es la muestra de mayor tamaño traída desde la Luna a la Tierra dentro del Programa Apolo. La roca, con un peso de 11,7 kg es una brecha, compuesta principalmente de anortosita formada por impacto, combinada con un fragmento de roca fundida troctolítica. Su nombre es una referencia a Bill Muehlberger, jefe del equipo de geología de campo del Apolo 16. Big Muley está actualmente almacenada en las Instalaciones del Laboratorio de Muestras Lunares, en el Centro Espacial Lyndon B. Johnson.

## Descripción
"Big Muley" fue descubierta en el brocal oriental del cráter Plum (Estación 1) en la región Descartes de las tierras altas de la Luna. La edad de exposición a los rayos cósmicos de la roca se determinó en aproximadamente 1,8 millones de años, enlazándolo a los materiales eyectados o escombros procedentes del impacto que formó el cráter South Ray, al sur del lugar de aterrizaje del Apolo 16.
Por su parte, en 1980 se estimó la edad de la roca en aproximadamente 3970 ± 25 millones de años. La roca fue altamente alterada en algún momento de su historia, hecho evidenciado porque la mayor parte de su contenido en plagioclasa se transformó en maskelinita y/o plagioclasa vítrea.